# THADA
THADA (англ. THADA, armadillo repeat containing) – белок, кодируемый одноименным геном, расположенным у людей на коротком плече 2-й хромосомы. Длина полипептидной цепи белка составляет 1 953 аминокислот, а молекулярная масса — 219 607.
Кодируемый геном белок по функции относится к фосфопротеинам. Задействован в таких биологических процессах как полиморфизм, альтернативный сплайсинг.